# Dalbergia sacerdotum
Dalbergia sacerdotum är en ärtväxtart som beskrevs av David Prain. Dalbergia sacerdotum ingår i släktet Dalbergia, och familjen ärtväxter. Inga underarter finns listade i Catalogue of Life.